# Randall Kennedy

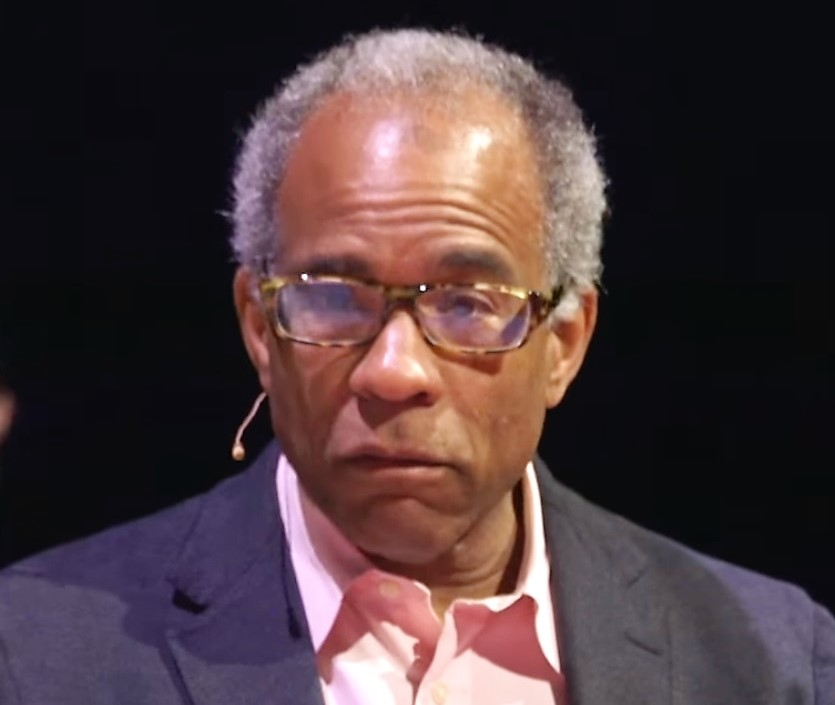
Randall Kennedy

Randall L. Kennedy (* 1954 in Columbia, South Carolina) ist ein afroamerikanischer Jurist und Professor an der Harvard Law School sowie Buchautor.
Er erregte im Jahr 2002 Aufsehen durch sein Werk "Nigger. The strange career of a troublesome word", in dem er sich mit dem kulturhistorischen Aspekt des Wortes auseinandersetzt.
Über Bücher hinausgehend schreibt Kennedy Essays und einzelne Abhandlungen, darunter Comment and Discussion on Hate Crimes/Hate Speech aus Speech and Equality: Do We Really Have to Choose? (LaMarche, Gara eds., 1996) 1998 wurde Kennedy in die American Academy of Arts and Sciences und die American Philosophical Society gewählt.

## Werke
- Say It Loud!: On Race, Law, History, and Culture. Pantheon, New York 2021, ISBN 978-0-593-31604-7.
- Interracial Intimacies: Sex, Marriage, Identity and Adoption (Pantheon Books 2003) und
- Race, Crime, and the Law (Pantheon 1997).